# Jean Lenert
Jean Lenert, född 26 juni 1937 i Metz, död 12 juli 2023 i Lyon, var en fransk violinist.

## Biografi
Jean Lenert var en av de banbrytande violinister att integrera l'Orchestre de Paris (orkester Paris), Jean Lenert blev senare en handledare, och beviljades besittningsrätt av C.A. med graden 1:a att utses. Det är denna befattning som även gjorde att han blev utsedd till chef för begåvade klasser (klasser de certificat d'aptitude) för Ministeriet. Han undervisade även vid Conservatoire Supérieur (Högre Musikkonservatorium) vid Schola Cantorum och CNSM de Paris (Conservatoire de Paris), liksom CRR de Lyon Han integrerade också Came de France som direktör, innan han var ledare av violin delen av franska ungdomsorkester. Alla dessa samlade erfarenheter har tillåtit honom att utföra konserter och mästarkurser i Frankrike och i andra länder så som Kina, Japan, Finland, Ryssland, etc. Han var en medlem av juryn i flera internationella tävlingar och dubbade Chevalier de l’ordre national du mérite (Nationalförtjänstorden) 2002.

## Studenter
- Diego Tosi[7]
- Antoine Morales[8]